# Fermignano
Fermignano este o comună din provincia Pesaro e Urbino, regiunea Marche, Italia, cu o populație de 8.254 locuitori (1 ianuarie 2023) și o suprafață de 43,72 km².

## Demografie
Fermignano - evoluția demografică

|  | Graficele sunt indisponibile din cauza unor probleme tehnice. Mai multe informații se găsesc la Phabricator și la wiki-ul MediaWiki. |

Date: Recensăminte sau birourile de statistică - grafică realizată de Wikipedia

## Personalități născute aici
- Donato Bramante (1444 - 1514), pictor, arhitect, personalitate a Renașterii.